# 航空輸送行動グループ
航空輸送行動グループ（、英語: Air Transport Action Group、ATAG）は、持続可能な開発の問題に焦点を当てた航空業界の専門家の連合体である。理事会は、国際空港評議会、民間航空交通管制業務提供機構、国際航空運送協会、エアラインズ・フォー・アメリカ、アジア太平洋航空協会などの業界団体やエアバス、ATR、ボーイング、ボンバルディア・エアロスペース、CFMインターナショナル、エンブラエル、ハネウェル・エアロスペース、プラット・アンド・ホイットニー、ロールス・ロイス・ホールディングス、サフラングループなどの航空機メーカーの上級代表者で構成されている。